# Liste der Kulturdenkmäler in Blitzenrod
Die folgende Liste enthält die in der Denkmaltopographie ausgewiesenen Kulturdenkmäler auf dem Gebiet des Ortsteils Blitzenrod der  Stadt Lauterbach, Vogelsbergkreis, Hessen.
Hinweis: Die Reihenfolge der Denkmäler in dieser Liste orientiert sich an der Anschrift, alternativ ist sie auch nach der Bezeichnung, der vom Landesamt für Denkmalpflege vergebenen Nummer oder der Bauzeit sortierbar.
Kulturdenkmäler werden fortlaufend im Denkmalverzeichnis des Landes Hessen durch das Landesamt für Denkmalpflege Hessen auf Basis des Hessischen Denkmalschutzgesetzes (HDSchG) geführt. Die Schutzwürdigkeit eines Kulturdenkmals hängt nicht von der Eintragung in das Denkmalverzeichnis des Landes Hessen oder der Veröffentlichung in der Denkmaltopographie ab.

| Bild                 | Bezeichnung                | Lage                                                                       | Beschreibung | Bauzeit                | Objekt-Nr. |
| -------------------- | -------------------------- | -------------------------------------------------------------------------- | --- | ---------------------- | ---------- |
| Bild gesucht BW      | Gesamtanlage               | Gesamtanlage Blitzenrod Lage                                               | Der ursprüngliche, früher landwirtschaftlich geprägte Dorfkern mit relativ alter, bis in das 17. Jahrhundert zurückreichender und baugeschichtlich recht bemerkenswerter Bausubstanz hat sich gut erhalten und bildet mit einer kleinen, angepassten Dorferweiterung des beginnenden 20. Jahrhunderts (Vogelsbergstraße 147, 174 und 178) den Schwerpunkt der Gesamtanlage. | ab 17. Jahrhundert     | 66390 DDB  |
| Evangelische Kirche  | Evangelische Kirche        | Kirchstraße 70 LageFlur: 1, Flurstück: 47/2                                | In exponierter Lage am Hang oberhalb der Vogelsbergstraße 1926 nach einem Entwurf Heinrich Walbes erbaut, steht das kleine Gotteshaus in der Tradition der spätbarocken Dorfkirchen der Umgebung. | 1926                   | 66392 DDB  |
| weitere Bilder       |                            | Sonnenweg 6/8 LageFlur: 1, Flurstück: 273 und 274                          | Auf Basaltsockel eingeschossiges, traufständiges Doppelhaus unter kielbogig geschweiftem, mit fast hausbreiter Schleppgaube versehenem Satteldach. Insgesamt verschindeltes Fachwerk. | 1927                   | 66394 DDB  |
| weitere Bilder       | Villa Wegener              | Vogelsbergstraße 139 LageFlur: 1, Flurstück: 81/4                          | Zur Hutfabrik gehörende anspruchsvolle Fabrikantenvilla, 1884/5 durch Albert Petersen, Altona, erbaut und bald nach 1920 durch den bekannten Architekten Heinrich Metzendorf aus Bensheim erweitert. | 1885 (Ende)            | 66397 DDB  |
| weitere Bilder       |                            | Vogelsbergstraße 141 LageFlur: 1, Flurstück: 84/1                          | Villenartiges Wohnhaus im Landhausstil, 1910 durch Jacob Reuter für einen Direktor der Hutfabrik erbaut. Ein verputztes Geschoss erhebt sich über einem Basaltsockel und wird durch ein Satteldach geschlossen. | 1910                   | 66399 DDB  |
| weitere Bilder       |                            | Vogelsbergstraße 149 LageFlur: 1, Flurstück: 17/1                          | Zweigeschossiger Streckhof aus allseitig verschindeltem Fachwerk. Seit etwa 1860 bestand zusätzlich eine Schneidemühle. | 1635 bis 1645          | 66401 DDB  |
| weitere Bilder       |                            | Vogelsbergstraße 155 LageFlur: 1, Flurstück: 24/1                          | Gut erhaltenes, traufständiges Wohn-Stall-Haus, das – unmittelbar neben der Hutfabrik stehend – den südlichen Abschluss des Dorfkerns bildet. Vier Zonen breiter, zweigeschossiger Fachwerkbau aus dem frühen 18. Jahrhundert. | Anfang 18. Jahrhundert | 66403 DDB  |
| Ehemaliges Schulhaus | Ehemaliges Schulhaus       | Vogelsbergstraße 168 LageFlur: 1, Flurstück: 11/2                          | Zweieinhalbgeschossiger Bau über Basaltsockel, 1899 nördlich des Dorfes am Hang zur Vogelsbergstraße erbaut. | 1899                   | 66405 DDB  |
|                      |                            | Vogelsbergstraße 180 LageFlur: 1, Flurstück: 7/4                           | Traufständiger Fachwerkbau, der im Kern aus einer 1717 errichteten Scheune – einer der ältesten erhaltenen im Stadtgebiet – besteht. Sie wurde bald nach 1832 zum Wohnhaus umgebaut. | 1717                   | 66407 DDB  |
| weitere Bilder       | Ehemaliger „Hamburger Hof“ | Vogelsbergstraße 182 LageFlur: 1, Flurstück: 7/6                           | Breit gelagertes, verschindeltes Wohnhaus, ursprünglich in der Mitte der Traufseite von der Straße her erschlossen. | Anfang 19. Jahrhundert | 66409 DDB  |
| weitere Bilder       |                            | Vogelsbergstraße 184 LageFlur: 1, Flurstück: 7/7                           | Von der Straße zurückgesetztes, traufständiges und zweigeschossiges Fachwerkwohnhaus aus dem ersten Viertel des 17. Jahrhunderts, äußerlich kaum verändert und daher von besonderer Ausstrahlung und Bedeutung. | Anfang 17. Jahrhundert | 66411 DDB  |
| weitere Bilder       |                            | Vogelsbergstraße 188 LageFlur: 1, Flurstück: 4/2                           | Zweigeschossiges Fachwerkwohnhaus, von dem wesentliche Teile des Außengefüges der zur Straße gerichteten Giebelseite noch aus dem 17. Jahrhundert stammen – im Haus überliefert wird 1647 als Entstehungsjahr. | 1700                   | 66413 DDB  |
| weitere Bilder       |                            | Vogelsbergstraße 190 LageFlur: 1, Flurstück: 3/7                           | Große dreiseitige Hofanlage. Rückwärts abschließend vier Zonen breites ehemaliges Wohn-Stall-Haus auf hohem Sockel, der Stallbereich links massiv erneuert. | 1804                   | 66415 DDB  |
|                      |                            | Vogelsbergstraße 216, 224 und 232 LageFlur: 1, Flurstück: 292, 298 und 278 | Drei oberhalb der Vogelsbergstraße parallel zum Hang stehende Reihenhäuser mit je vier Wohnungen. Eingeschossige, verschindelte Fachwerkbauten auf Basaltsockeln. | 1912–1925              | 66417 DDB  |
| weitere Bilder       | Brücke                     | Vogelsbergstraße bei Nr. 139 LageFlur: 1, Flurstück: 120                   | Mittels der über die Lauter führenden Brücke werden insbesondere die Grundstücke der Fabrikantenvilla und des Direktorenwohnhauses der Hutfabrik erschlossen. Zu diesem Zweck dürfte sie auch errichtet worden sein, also kurz vor 1884 als einbogige Sandsteinkonstruktion.                                                                                                | 1859 bis 1909          | 66835 DDB  |
| Gefallenendenkmal    | Gefallenendenkmal          | Vogelsbergstraße o. Nr. LageFlur: 1, Flurstück: 48/2                       | Die Gemeinde Blitzenrod wählte als Form für ihr den Gefallenen des Ersten Weltkriegs gewidmetes Erinnerungsmal einen kleinen Wandbrunnen, der in eine zurückschwingende Basaltmauer eingegliedert ist. | 1884                   | 66396 DDB  |